# Joseph Warner Clark
Joseph Warner Clark (* 1856; † 1885) war ein englischer Physiker. 
1875 korrespondierte er von Southampton aus mit Charles Darwin über die Pupillenerweiterung des Tierauges. Nach September 1877 war er am physikalischen Laboratorium der Universität in Heidelberg und wurde später Demonstrator für Chemie und Physik am Royal Indian Engineering College. Ab 1883 war er Assistenzprofessor für Physik am University College in Liverpool.

## Veröffentlichungen
- Über die beim Durchströmen von Wasser durch Capillarröhren erzeugte electromotorische Kraft; Heidelberg 1877
- On certain cases of electrolytic decomposition; London 1885
- On the determination of the heat capacity of a thermometer; London 1885